# Lolliguncula
Il genere Lolliguncula Steenstrup, 1881 appartiene alla famiglia dei Loliginidi (Loliginidae) ed è composto da piccoli calamari noti comunemente come «calamari brevi». Questi cefalopodi sono distribuiti nelle acque costiere dell'Oceano Pacifico orientale e dell'Oceano Atlantico occidentale, prevalentemente in ambienti marini caldi e poco profondi.

## Descrizione
Gli esemplari di Lolliguncula presentano un mantello relativamente corto, che si restringe posteriormente in modo arrotondato. Le pinne sono più larghe che lunghe e prive di lobi posteriori. Le ventose, disposte in quattro serie sui tentacoli, possiedono denticoli quadrati lungo tutto il margine o posizionati distalmente. Nei maschi, l'arto ventrale sinistro non presenta ventose ingrandite, e l'ectocotile manca di una cresta ventrale. Inoltre, i maschi producono spermatofore con un lungo corpo cementante.

## Distribuzione e habitat
Le specie di questo genere abitano principalmente acque costiere poco profonde, ma alcune, come Lolliguncula brevis, mostrano una notevole tolleranza a variazioni di salinità, potendo vivere in ambienti salmastri con salinità fino a 17‰.

## Biologia
I membri del genere Lolliguncula sono predatori attivi, nutrendosi principalmente di piccoli pesci e crostacei. La loro capacità di tollerare variazioni di salinità consente loro di abitare una gamma diversificata di habitat costieri, inclusi estuari e zone salmastre. Questa adattabilità ecologica li rende un soggetto interessante per studi sulla fisiologia e l'ecologia dei cefalopodi.

## Specie
Il genere Lolliguncula è suddiviso in due sottogeneri: Lolliguncula e Loliolopsis. Le specie riconosciute includono:
- Sottogenere Loliolopsis
  - Lolliguncula diomedeae (Hoyle, 1904).
- Sottogenere Lolliguncula
  - Lolliguncula argus Brakoniecki & Roper, 1985;
  - Lolliguncula brevis (Blainville, 1823);
  - Lolliguncula panamensis S. S. Berry, 1911.

Queste specie si trovano lungo le coste dell'America, dal Messico al Perù, e sono spesso catturate come bycatch nella pesca a strascico dei gamberetti, venendo poi vendute nei mercati locali.

## Pesca
Sebbene non siano oggetto di pesca intensiva, le specie di Lolliguncula hanno rilevanza economica locale, soprattutto nelle comunità costiere dove vengono consumate come fonte di proteine. Inoltre, la loro presenza come bycatch nelle operazioni di pesca ai gamberetti sottolinea l'importanza di una gestione sostenibile delle risorse marine per garantire la conservazione delle popolazioni di questi cefalopodi.